# Арешт кишенькового злодія
«Арешт кишенькового злодія» (англ. The Arrest of a Pickpocket) — перший англійський ігровий фільм випадково виявлений на горищі будинку 79-річного пенсіонера Франка Вільямса в містечку Рідіч в західній Англії.
Фільм називається «Арешт кишенькового злодія», він був знятий в квітні 1895 року знаменитим режисером Біртом Акресом.
Це перша у світі картина з кримінальним сюжетом. Кінострічка триває всього 50 секунд. Протягом десятиліть картина вважалася загубленою назавжди. Проте одна з копій пролежала на горищі в старому пакеті 60 років і була виявлена родичкою Вільямса.
Реставрація картини вже завершена, і її друга прем'єра відбудеться на фестивалі німих фільмів, який пройде у Венеції в жовтні.
Одночасно з «Арештом кишенькового злодія» в пакеті знаходилися ще 13 стрічок, включаючи шість ранніх робіт піонера світового кінематографа, винахідника і режисера Томаса Едісона.